# Station Moss
Station Moss is een spoorwegstation in  Moss in fylke Viken in Noorwegen. Moss werd geopend in  1879. Het stationsgebouw is een ontwerp van Peter Andreas Blix. Moss ligt aan de westelijke tak van Østfoldbanen.
Het station is het eindpunt van lokale lijn L21 die loopt van Skøyen naar Moss. Lijn R20 die ook langs Moss loopt gaat verder naar Halden en vervolgens naar Zweden.